# 吉州区
吉州区是中国江西省吉安市所辖的一个市辖区，位於江西省中部，贛江中游，是吉安市的政治、經濟、文化中心，區人民政府駐吉安北大道。

## 行政区划
吉州区下辖7个街道办事处、4个镇：
古南街道、永叔街道、文山街道、习溪桥街道、北门街道、白塘街道、禾埠街道、兴桥镇、樟山镇、长塘镇、曲濑镇和吉州区工业园小区。

## 人口
根據第七次人口普查數據，截至2020年11月1日零時，吉州區常住人口為402669人。

## 商业区
- 文山步行街，沿江路以西，人民广场以东。
- 阳明步行街，位于阳明东路
- 鼎泰步行街，位于鹭洲东路。